# تو أي إم
تو أيه إم (بالإنجليزية: 2AM)‏ هي فرقة موسيقية كورية جنوبية تشكلت في عام 2008 بواسطة جاي واي بي إنترتينمنت. جميع أعضائها من الذكور، وهم جو كوون وجين وون وإم سيول أونغ ولي تشانغمين

## الأعضاء
- جو كوون
- جين وون
- إم سيول أونغ
- لي تشانغمين

## وصلات خارجية
- تو أي إم على موقع ميوزك برينز (الإنجليزية)
- تو أي إم على موقع أول ميوزيك (الإنجليزية)
- تو أي إم على موقع ديسكوغز (الإنجليزية)

- الموقع الإلكتروني